# Ludwik Holcman
Ludwik Holcman (ur. 1889, zm. 1942 w Treblince) – polski skrzypek żydowskiego pochodzenia.

## Życiorys
Do 1939 był solistą Filharmonii Warszawskiej. Podczas II wojny światowej został przesiedlony do getta warszawskiego, gdzie grał w Żydowskiej Orkiestry Symfonicznej oraz na ulicy. W sierpniu 1942, w czasie wielkiej akcji deportacyjnej, wraz z innymi członkami orkiestry został wywieziony do obozu zagłady w Treblince, gdzie zginął.